# Atituda

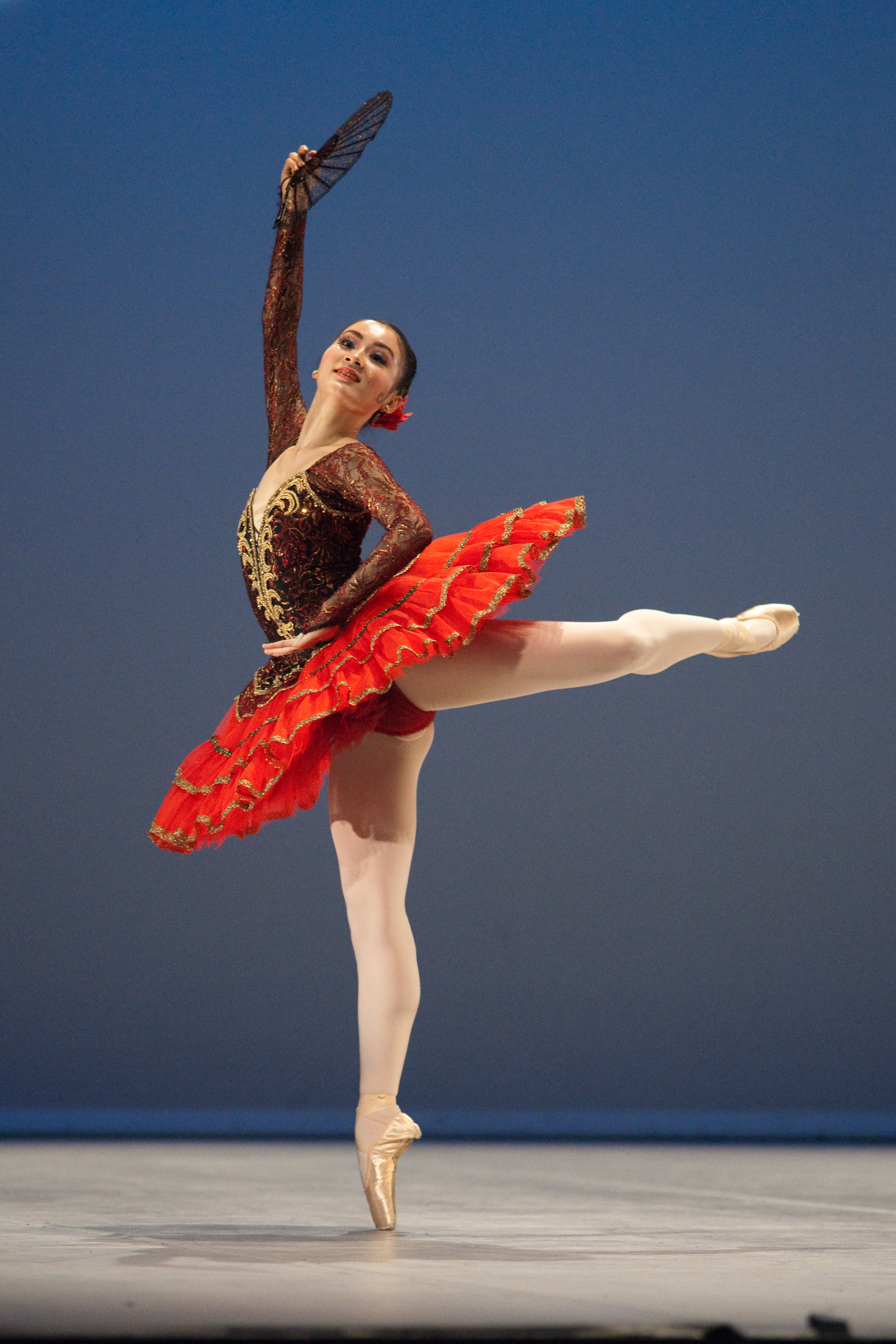
Atituda na špičkách, v roli Kitri z baletu Don Quichotte tančí Hinano Eto

Atituda, z francouzského attitude ([atityd]), je označení pro jeden ze základních postojů na jedné noze v klasickém tanci.
V postoji stojí tanečnice na jedné noze (stojná noha), zatímco druhá noha je aktivována ve výšce kyčle (à la hauteur) a pootočena vně s kolenem ohnutým zhruba do pravého úhlu mezi stehnem a bércem. Výška kolena a chodidla a úhel ohnutí kolena se liší podle techniky. Podle zdvihu paty volné nohy rozeznáváme atitudu ruskou (à la russe), kdy je pata výše než koleno této nohy, a francouzskou (à la française) pata je s postavením kolene zarovnána. Volnou nohu lze pohybovat vzad (derrière), vpřed (devant), nebo do strany (à la seconde). Poloha stehna vůči středové ose v postoji attiutude derrière závisí na technice provedení. Chodidlo stojné nohy může spočívat na podlaze (à terre), na bříškách chodidel (demi-pointe), nebo na špičkách prstů (en pointe). Stojná noha může být propnuta nebo pokrčena (fondu). 